# Широкий плавунец
Широкий плавунец, или широчайший плавунец (лат. Dytiscus latissimus) — крупный и редкий вид жуков-плавунцов. Занесён в Красную книгу МСОП в категорию VU — в уязвимом положении. Занесен во второе издание Красной книги РФ, присвоена категория 2 (сокращающийся в численности и/или распространении вид).

## Распространение
Распространён на территории следующих стран: в Австрии, Бельгии, Боснии и Герцеговине, Чехии, Дании, Финляндии, Италии, Латвии (в озёрах Мацитаймаяс, Чумалэзерс, Берзене и Везене), Норвегии, Польше, России (в Европейской части и Западной Сибири), Швеции и на Украине.

## Описание имаго
Длина тела взрослых насекомых 36—45 мм. Главным отличительным признаком от других представителей своего рода является очень широкое и плоское тело оливкового цвета, с широкой жёлтой каймой по бокам переднеспинки и надкрылий.
Тело бурое или чёрно-бурое с зеленоватым отливом, края переднеспинки и надкрылий жёлтые. Бока надкрылий широко распластаны в тонкую и широкую пластинку. Средняя и задняя пара ног плавательные.

## Описание преимагинальных стадий
Длина тела личинок может достигать 60—80 мм. Тело веретеновидное с узкими вытянутыми последними сегментами и с церками на конце. Голова крупная с острыми серповидными челюстями.

## Экология
Представители населяют водоёмы площадью от 0,1 га до нескольких гектаров. Встречаются в озёрах с прозрачной или мутной водой, реже коричневой водой, часто водоёмы полесий. Часть водоёма должна занимать хорошо развитая растительность и на водоёме должны быть свободные пространства, так называемые «окна». Чаще их можно наблюдать в прибрежных участках среди мезотрофной и мезоолиготрофной растительности, в том числе осока носиковая, осока волосистоплодная, вахта, хвощ, сабельник болотный, кувшинка белая, вербейник обыкновенный, уруть, рдест, сфагнум.
Питаются водными насекомыми, но главным образом личинками ручейников.

## Размножение
Самка откладывает яйца на мелководных участках водоёма на травянистые растения осока острая, осока носиковая, калужница болотная и некоторые другие родственные растения, на глубине от 20 до 100 см. Для кладки яиц самка выбирает места с подветренной солнечной стороны водоёма.

## Охрана
Широкий плавунец — редкое водное насекомое, занесённое в Международную Красную книгу и Красную книгу большинства стран своего ареала. На данный момент[когда?]

 есть данные о том, что в ряде стран данный вид вымер: в Бельгии, Франции, Германии, Люксембурге и Нидерландах, и возможно вымер в Венгрии, Румынии, Словакии, Хорватии и Швейцарии.